# Eisenbahndienstleister GmbH
Die Eisenbahndienstleister GmbH (EDG) war ein schweizerisches Eisenbahnverkehrsunternehmen, das im Schienengüterverkehr und im Verleih von Eisenbahnpersonal tätig war.

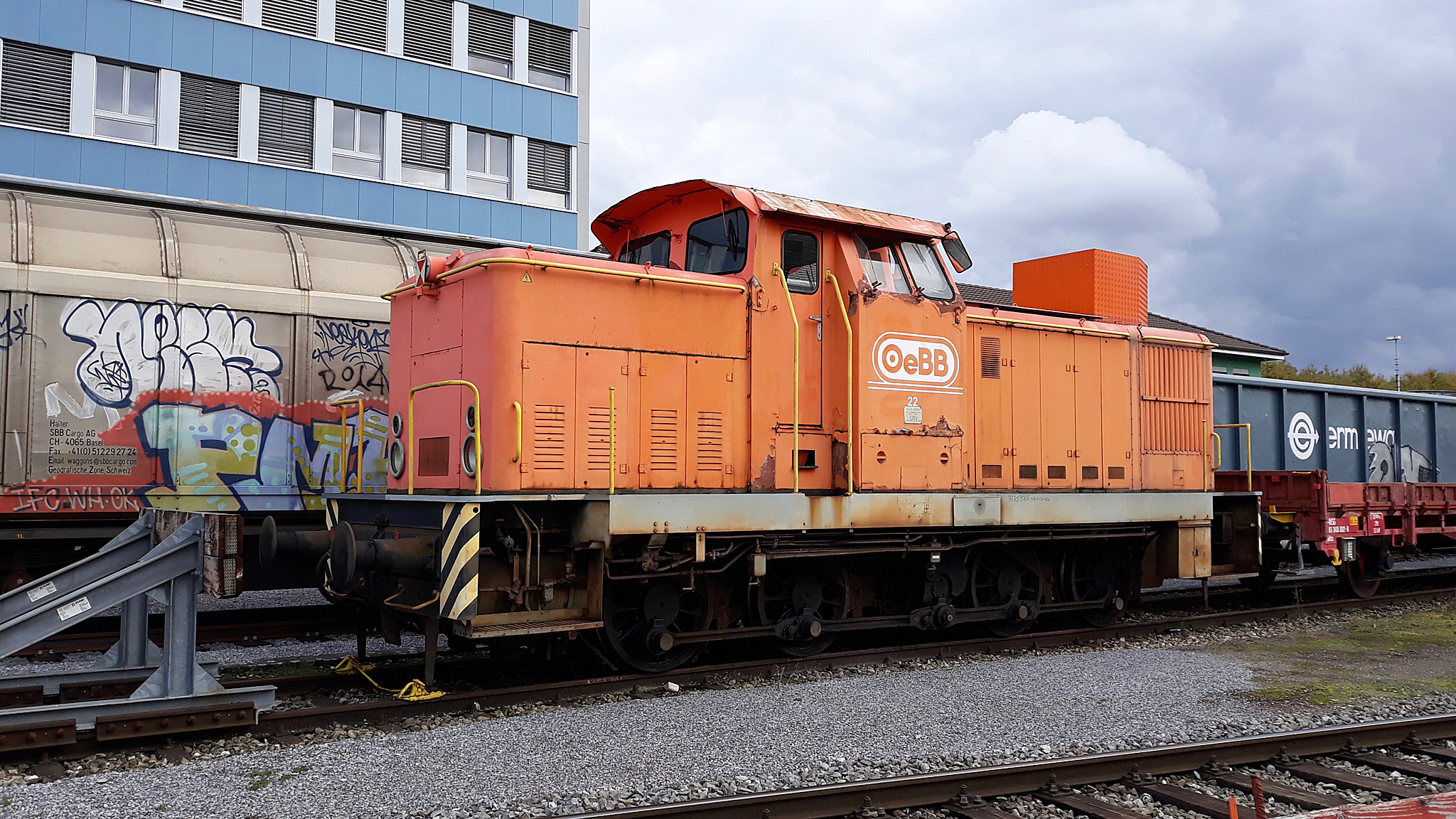
Em 4/4 22 der EDG, übernommen von der Oensingen-Balsthal-Bahn, im Rheinhafen Kleinhüningen

Daneben bot die EDG Dienstleistungen im Bereich der Baulogistik und der Ausbildung an. Das Unternehmen hatte seit 2017 einen eigenen Netzzugang für die Schweiz und transportierte jährlich rund 200 000 Tonnen Güter wie Heizöl, Getreide und Baumaterial. Im Bestand waren sieben Rangierlokomotiven, sieben Güterwagen und sechs Streckenlokomotiven, davon vier Re 446, die 2019 von der Schweizerischen Südostbahn übernommen wurden.
Die Firma wurde 2023 in LTE Schweiz GmbH umbenannt und der Sitz nach Muttenz verlegt. Sie ist eine Ländergesellschaft von LTE Logistik- und Transport-GmbH in Graz (Österreich).